# Marshall Rogers
Marshall Rogers (né le 22 janvier 1950 à Flushing et mort le 24 mars 2007 à Fremont) est un auteur de bande dessinée américain. Il est surtout connu pour son travail de dessinateur sur Batman et le Surfer d'argent dans les années 1970. Il a illustré Detectives Inc., publié directement en recueil en 1979, ce qui en fait l'un des premiers romans graphiques.

## Publications
(octobre 2018).

### Comic book
- « Battle of the Thinking Machine » (Batman), avec Bob Rozakis (scénario) et Terry Austin (encrage), Detective Comics n°468, DC Comics, 1977.
- « Daughters of the Dragon », avec Chris Claremont, The Deadly Hands of Kung Fu n°32-33, Marvel Comics, 1977.
- « The Stranger », avec Paul Kupperberg (scénario) et Frank Springer (encrage), The Superman Family n°182, DC Comics, 1977.
- « Man-Bat », avec Bob Rozakis (scénario), Tex Blaisdell (encrage) et Jerry Serpe (couleur), Batman Family n°11-13, DC Comics, 1977.
- Batman, avec Steve Englehart (scénario) et Terry Austin (encrage), Detective Comics n°471-476, 1977-1978. Repris dans Shadow of the Batman n°2-4, DC Comics, 1986.
- Mister Miracle, avec Steve Englehart (scénario) et divers encreurs, Mister Miracle n°19-22, DC Comics, 1977-1978.
- Batman, avec Len Wein (scénario) et Dick Giordano (encrage), Detective Comics n°478-479, DC Comics, 1978. Repris dans Shadow of the Batman n°5, DC Comics, 1986.
- « Ticket to Tragedy » (Batman), avec Denny O'Neil (scénario), Detective Comics n°481, 1978.
- « Showdown » (Nightwing et Flamebird), avec Paul Kupperberg, The Superman Family n°194, DC Comics, 1979.
- « Entropics », avec Mark Arnold, Heavy Metal vol. 1 n°3, HM Communications, 1979.
- « The Last Hideout » (Black Lightning), avec Dennis O'Neil (scénario), Mike Nasser (finition du dessin) et Vince Colletta (encrage), The Unexpected n°191, DC Comics, 1979.
- « Ducktective Comics », avec Bill Mantlo, Howard the Duck n°8, Marvel Comics, 1980. Parodie de Batman.
- « Safe Streets » (Filles du dragon), avec Chris Claremont (scénario) et Bob McLeod (encrage), Bizarre Adventures n°25, Marvel Comics, 1981.
- « Dance for Two Demons », avec Steve Englehart, Madame Xanadu n°1, DC Comics, 1981.
- « Slab » (The Foozle), avec Steve Englehart, Eclipse Magazine n°1, Eclipse Comics, 1981. Repris dans The Foozle n°3, 1985.
- Coyote, avec Steve Englehart, Eclipse Magazine n°2-8, 1981-1983.
- Docteur Strange (ébauche du dessin), avec Roger Stern (scénario), Terry Austin (dessin et encrage), Doctor Strange n°48-53 Marvel Comics, 1981-1982.
- Scorpio Rose n°1-2, avec Steve Englehart (scénario) et Tom Palmer (encrage), Eclipse Comics, 1983.
- Cap'n Quick and a Foozle, Eclipse Monthly n°1-4, Eclipse Comics, 1983-1984.
- Cap'n Quick and a Foozle n°1-2, Eclipse Comics, 1984-1985.
- « A Mercenary's Story », avec Paul Kupperberg (scénario) et Ricardo Villagran (encrage), Atari Force Special n°1, DC Comics, 1986.
- « Secret Origine of the Golden Age Batman », avec Roy Thomas (scénario) et Terry Austin (encrage), Secret Origins n°6, DC Comics, 1986.
- Une histoire avec Cary Bates (scénario) et Tony DeZuniga (encrage), Codename: Spitfire n°10, Marvel Comics, 1987.
- « Beginnings... and Endings », avec Larry Hama (scénario) et Danny Bulanadi (encrage), G.I. Joe, A Real American Hero n°61, Marvel Comics, 1987.
- Une histoire du Surfer d'argent avec Steve Englehart (scénario) et Joe Rubinstein (encrage), Silver Surfer vol. 2 n°1-10 et 12, Marvel Comics, 1987-1988.
- « Harold Goes to Washington », avec Andy Helfer (scénario) et Kyle Baker (encrage), DC Comics, The Shadow n°7, DC Comics, 1987.
- Sept histoires de G.I. Joe, avec Larry Hama (scénario) et divers encreurs, G.I. Joe, A Real American Hero n°75-86, Marvel Comics, 1988-1989.
- Deux histoires d'Excalibur, avec Chris Claremont (scénario) et Terry Austin (encrage), Excalibur n°10-11, Marvel Comics, 1989.
- Participation avec divers auteurs à deux numéros de Wild Cards, Marvel Comics, 1990.
- Trois histoires de La Ligue des justiciers Europe, avec Keith Giffen (intrigue et ébauche du dessin), Gerard Jones (scénario) et Bob Smith (encrage), Justice League Europe n°20, DC Comics, 1990.
- « Something about a Gun », avec Don McGregor (scénario) et Keith Williams (encrage), Spider-Man n°27-28, Marvel Comics, 1990.
- « Free, Like a Child », avec Kevin Dooley (scénario) et Terry Austin (encrage), Mister Miracle n°5-6, DC Comics, 1996.
- Realworlds. Batman, avec Christopher Golden et Tom Sniegoski (scénario) et John Cebollero (encrage), DC Comics, 2000.
- « The Siege », avec Archie Goodwin (scénario) et Bob Wiacek (encrage), Batman. Legends of the Dark Knight n°132-136, DC Comics, 2000.
- Green Lantern. Evil's Might, avec Howard Chaykin et David Tischman (scénario) et John Cebollero (encrage), DC Comics, 2002. Mini-série de deux numéros.
- Batman. Dark Detective, avec Steve Englehart (scénario) et Terry Austin (dessin), DC Comics, 2005-2006. Mini-série de six numéros.
- « What If the Fantastic Four Were Cosmonauts? », avec Mike Carey (scénario) et Jonathan Glapion (encrage), What if? Fantastic Four, DC Comics, 2006.
- « Planet Hulk Exile » (Hulk), avec Greg Pak (scénario), divers dessinateurs et encreurs, Incredible Hulk n°94-95, Marvel Comics, 2006.
- « Black Homecoming » (The Black Rider), avec Steve Englahart, Marvel Westerns. Strange Westerns Starring the Black Rider n°1, Marvel Comics, 2006.

### Albums
- Detectives Inc. A Remembrance of Threatening Green, avec Don McGregor, Eclipse Comics, 1980.
- Demon With a Glass Hand, d'après le roman de Harlan Ellison, DC Comics, coll. « Science Fiction Graphic Novel » n°5, 1985.

### Recueils
- The Greatest Batman Stories Ever Told, DC Comics, 1988. Reprend l'histoire publiée dans Detective Comics n°474.
- The Greatest Joker Stories Ever Told, DC Comics, 1988. Reprend les histoires publiées dans Detective Comics n°475 et 476.
- The Greatest Batman Stories Ever Told n°2, DC Comics, 1988. Reprend l'histoire publiée dans Detective Comics n°473.
- Wild Cards, Marvel Comics, 1991. Reprend les pages publiées dans Wild Cards n°1 et 4.
- Batman : Strange Apparitions, DC Comics, 1999. Reprend les histoires publiées dans Detective Comics n°471 à 479.
- Batman in the Seventies, DC Comics, 1999. Reprend l'histoire publiée dans Detective Comics n°471 à 481.
- Daughters of the Dragon. Deadly Hands Special, DC Comics, 2006. Reprend les histoires publiées dans The Deadly Hands of Kung Fu n°32-33 et Bizarre Adventures n°25.
- Superman : The Bottle City of Kandor, DC Comics, 2007. Reprend l'histoire publiée dans The Superman Family n°194.
- Superman : The World of Krypton, DC Comics, 2008. Reprend l'histoire publiée dans The Superman Family n°182.
- Superman : The Adventures of Nightwing and Flamebird, DC Comics, 2009. Reprend l'histoire publiée dans The Superman Family n°194.

### Comic strip
- Batman : Catwoman, avec Max Allan Collins, publié du 6 novembre 1989 au 21 janvier 1990.

## Récompenses
- 1979 : Inkpot Award